# Streptopsyche parander
Streptopsyche parander är en nattsländeart som först beskrevs av Lazar Botosaneanu 1996.  Streptopsyche parander ingår i släktet Streptopsyche och familjen ryssjenattsländor. Inga underarter finns listade i Catalogue of Life.